# Mississippi Wing Civil Air Patrol
A Mississippi Wing Civil Air Patrol (MSWG) é uma das 52 "alas" (50 estados, Porto Rico e Washington, D.C.) da "Civil Air Patrol" (a força auxiliar oficial da Força Aérea dos Estados Unidos) no Estado do Mississippi. A sede da Mississippi Wing está localizada em Jackson, Mississippi, mais especificamente no Hawkins Field. A Mississippi Wing consiste em mais de 500 cadetes e membros adultos distribuídos em mais de 12 locais distribuídos por toda o Estado.
A ala do Mississippi é membro da Região Sudeste da CAP juntamente com as alas dos Estados de: Alabama, Florida, Georgia e Puerto Rico.

## Missão
A Civil Air Patrol tem três missões: fornecer serviços de emergência; oferecer programas de cadetes para jovens; e fornecer educação aeroespacial para membros da CAP e para o público em geral.

## Serviços de emergência
A CAP fornece ativamente serviços de emergência, incluindo operações de busca e salvamento e gestão de emergência, bem como auxilia na prestação de ajuda humanitária.
A CAP também fornece apoio à Força Aérea por meio da realização de transporte leve, suporte de comunicações e levantamentos de rotas de baixa altitude. A Civil Air Patrol também pode oferecer apoio a missões de combate às drogas.

## Programas de cadetes
A CAP oferece programas de cadetes para jovens de 12 a 21 anos, que incluem educação aeroespacial, treinamento de liderança, preparo físico e liderança moral para cadetes.

## Educação Aeroespacial
A CAP oferece educação aeroespacial para membros do CAP e para o público em geral. Cumprir o componente de educação da missão geral da CAP inclui treinar seus membros, oferecer workshops para jovens em todo o país por meio de escolas e fornecer educação por meio de eventos públicos de aviação.

## Organização

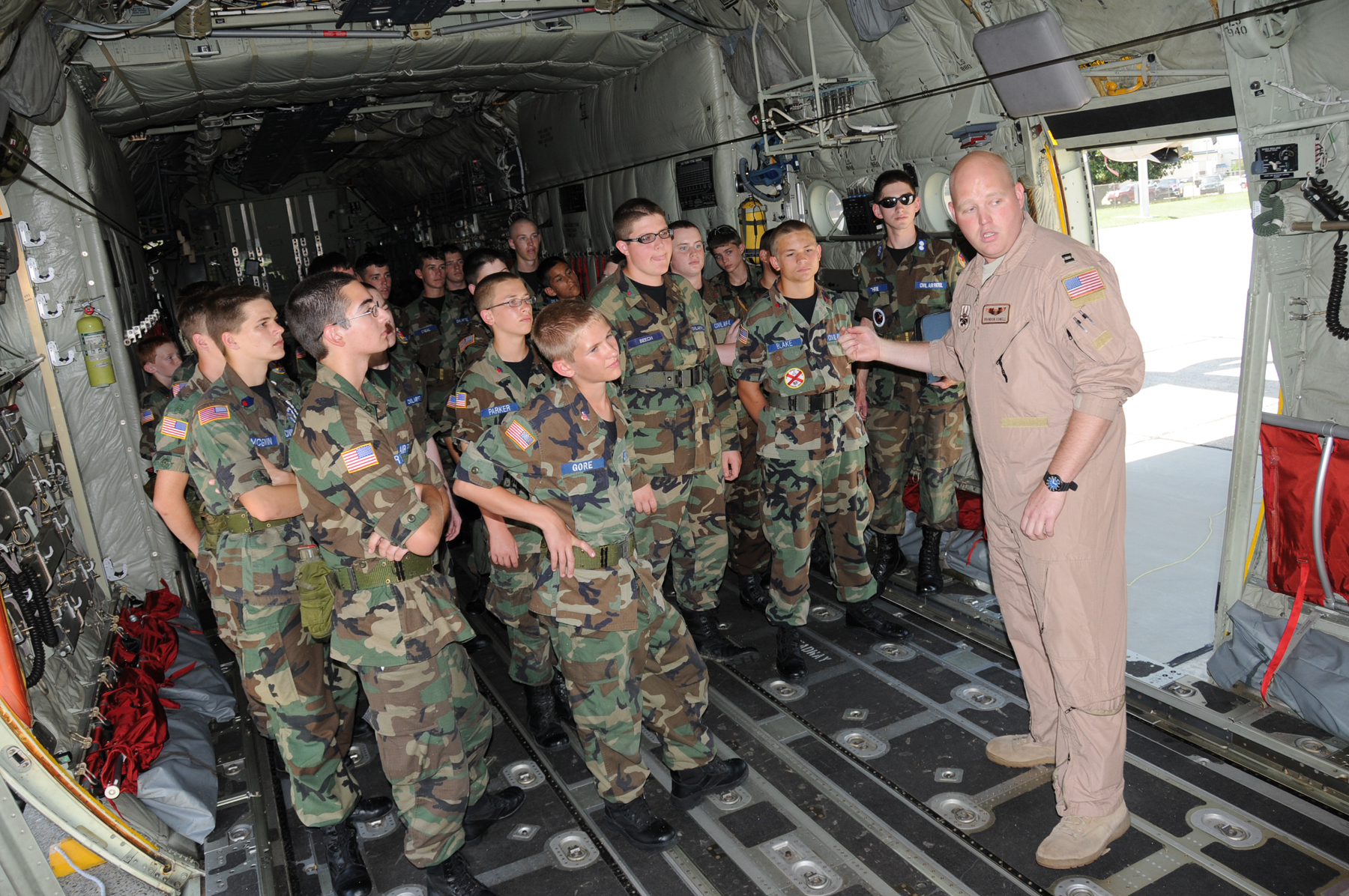
O capitão Brandon Cowell, do "815th Airlift Squadron", à direita, apresenta um C-130J para um grupo de cadetes da Mississippi Wing.

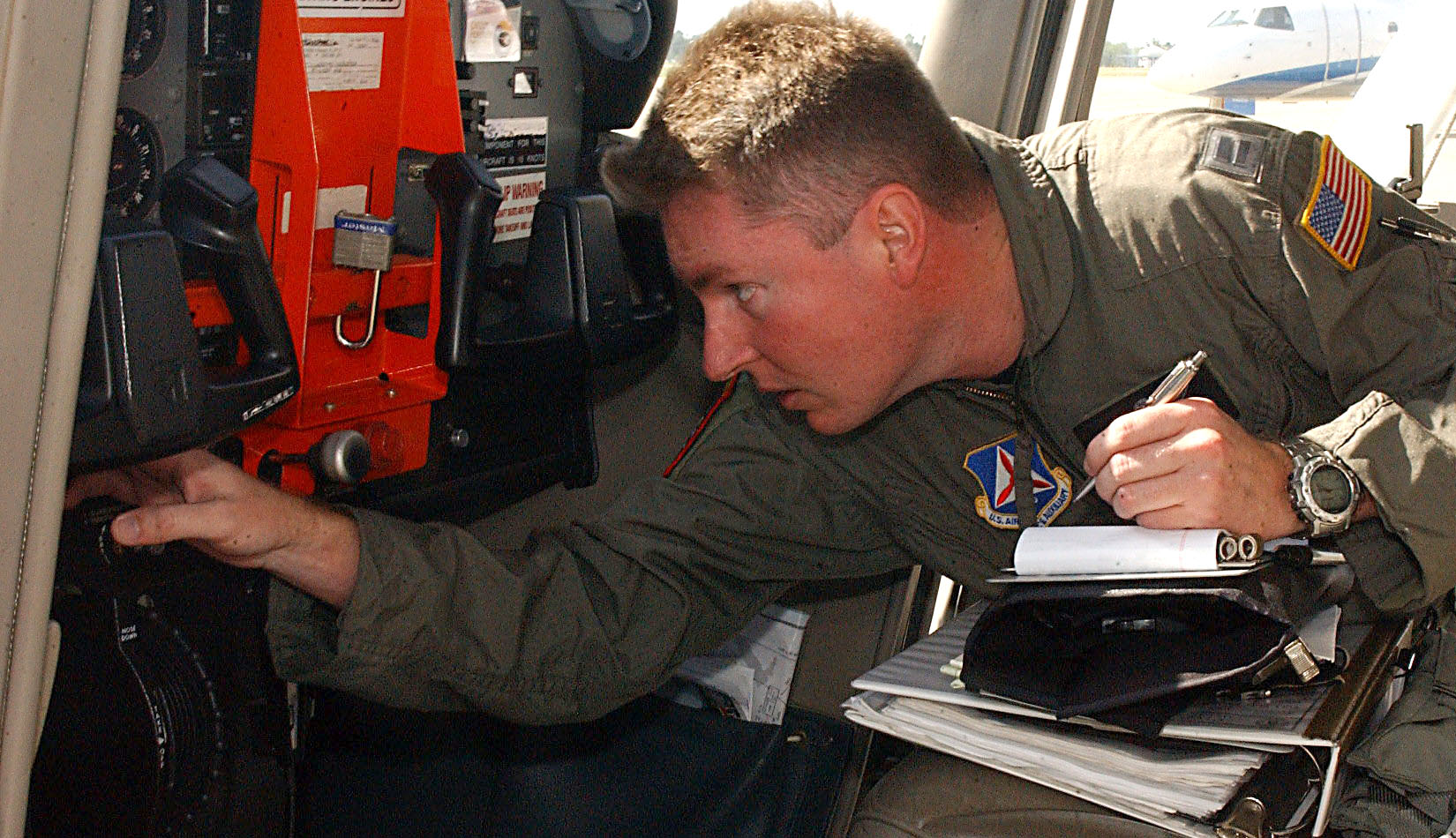
O Capitão Riddle realiza uma inspeção pré-vôo em um Cessna 172 Skyhawk
no Aeroporto Internacional Gulfport–Biloxi.

| Designação | Nome do Esquadrão                               | Localização  |
| ---------- | ----------------------------------------------- | ------------ |
| MS048      | Col Berta A. Edge Composite Squadron            | Biloxi       |
| MS050      | Steve Launius Composite Squadron                | Oxford       |
| MS051      | Singing River Senior Squadron                   | Pascagoula   |
| MS057      | Golden Triangle Composite Squadron              | Columbus     |
| MS066      | Diamondhead Senior Squadron                     | Diamondhead  |
| MS072      | Pine Belt Composite Squadron                    | Hattiesburg  |
| MS075      | Wiggins Gateway Cadet Flight                    | Wiggins      |
| MS096      | DeSoto Composite Squadron                       | Olive Branch |
| MS099      | Eagle Composite Squadron                        | Tupelo       |
| MS100      | Maj James McKinnie Composite Squadron           | Jackson      |
| MS102      | G.V. Montgomery Composite Squadron              | Meridian     |
| MS109      | Vicksburg Composite Squadron                    | Vicksburg    |
| MS110      | Charles S. Metcalf Cleveland Composite Squadron | Cleveland    |
| MS111      | Madison Cadet Squadron                          | Madison      |
| MS112      | John Tilton Senior Squadron                     | Raymond      |
| MS999      | Mississippi Legislative Squadron                | Jackson      |